# 얼음과 불의 노래

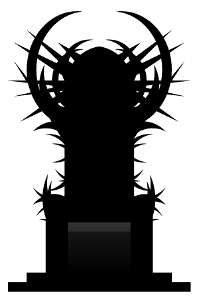

얼음과 불의 노래(A Song of Ice and Fire)는 미국의 소설가이자 극작가인 조지 R. R. 마틴(George R. R. Martin)이 쓴 서사 판타지 소설 시리즈이다.
마틴은 1991년에 소설을 쓰기 시작하였고 첫 번째 작품은 1996년에 발간되었다. 원래 계획은 3부작이었으나, 현재는 5부이며(5부는 2011년 7월 12일에 발간) 두 개의 작품이 더 나올 계획이다. 또한 세 개의 속편과 주작품에서 발췌된 내용으로 이루어진 시리즈도 몇 개 예정돼 있다. 이들 중 하나는 휴고상을 수상했다. '얼음과 불의 노래' 시리즈는 20여개의 언어로 번역되었고 4부는 뉴욕타임즈 베스트셀러 리스트에서 1위를 하였다. 전체적으로, '얼음과 불의 노래' 시리즈는 미국에서 6백만부 이상이 발간되었고, 세계적으로 1500만부 이상 판매되었다. 국내에서는 '은행나무' 출판사가 번역, 출간을 맡았으나 오역 논란 등으로 재발간이 이루어지기도 했다.
이야기는 주로 허구의 세계인 '웨스테로스'(Westeros)라 불리는 대륙과 '에소스'(Essos)라 알려진 동쪽의 거대한 대륙 위에서 펼쳐진다. 대부분의 인물들은 사람이지만 시리즈가 진행되면서 먼 북쪽의 위협적인 '아더'(Others) 그리고 동쪽의 불을 뿜는 용 같은 다른 종족들도 소개되며, 각 종족들은 이야기 상에서는 인간들이 멸종시킨 것으로 생각된다. 시리즈는 세 가지 큰 줄거리로 엮이는데, 웨스테로스의 주도권을 둘러싼 가문들간의 왕권다툼을 다룬 연대기와 웨스테로스 북쪽 경계에 있는 얼음으로 된 거대한 벽(The Wall) 너머의 '아더'(Others/White Walkers)의 위협 그리고 15년 전에 내전으로 인해 살해된 왕의 딸인 대너리스 타르가르옌(Daenerys Targaryen)이 자신이 추방당한 웨스테로스를 향해 왕권 회복을 도전하는 것, 이 세 가지로 이루어진다.
이 소설은 각 챕터마다 해당 등장인물들의 관점을 통해 서술되며 진행된다. 보통 한 챕터당 한 명이 할당되고 4부의 마지막 즈음에는 여러 챕터에 17명의 등장인물들이 나온다.
높은 인기로 인해 1부 '왕좌의 게임'(Game of Throne)은 HBO사에 의해 TV 드라마(왕좌의 게임 참조)로 각색되었다. 파일럿 에피소드는 2009년에 제작되었고 나머지 9개의 에피소드가 2010년 3월에 제작되었다. 2011년 4월 17일부터 시즌1이 방영되었고 시즌2는 2012년 4월 1일부터 방영되었다. 한 시즌당 10부작으로 제작되며 2013년 3월 31일부터 시즌3가 시작되었고, 2013년 6월 9일로 시즌3도 종결되었다. 2014년 6월 15일부터 시즌4가 종결되었고, 2015년 4월 12일부터 시즌5 종결되었다. 2016년 6월 26일에 시즌6이 종결되었고, 2017년 7월 16일에 시즌7에 방영이 종영되었다. 2019년 시즌8 방영이 확정된 상태이다

## 줄거리
'얼음과 불의 노래'는 한 계절이 여러 해 동안 지속되는 가상 공간에서 펼쳐진다. 1권 시점에서 수백년 전, 웨스테로스(Westeros) 대륙의 칠왕국(Seven Kingdoms)은 타르가르옌 왕조에 의해 통일됐다. 하지만 타르가르옌 왕조의 마지막 왕은 로버트 바라테온(Robert Baratheon)이 이끄는 봉건 영주들에게 살해되고, 로버트가 새로운 왕이 된다.
줄거리는 로버트 왕이 사망한 이후 '철왕좌'(Iron Throne)를 둘러싼 권력 다툼을 중심으로 이어진다. 1권인 왕좌의 게임(A Game of Thrones)에서 로버트 왕이 사망한 뒤 그의 장자인 조프리 바라테온(Joffery Baratheon]]이 외가인 라니스터 가문의 도움으로 철왕좌에 오른다. 한편, 로버트 왕의 수관(Hand, 현대의 국무총리에 해당)인 에다드 스타크(Eddard Stark)는 조프리와 그의 남매가 로버트 왕의 적통이 아니라 왕비인 서시 라니스터와 쌍둥이 남동생인 제이미 라니스터 사이에 나온 자식이라는 점을 알게 된다. 하지만 서시가 먼저 선수를 쳐서 에다드는 반역죄로 처형되고, 로버트의 동생인 스타니스 바라테온(Stannis Baratheon)과 렌리 바라테온(Renly Baratheon)은 각각 왕위 계승권을 주장하게 된다. 에다드의 장자인 롭 스타크(Robb Stark)는 북부의 왕을 자칭하고, 발론 그레이조이(Balon Greyjoy) 또한 자신의 영지인 강철군도(Iron Islands)에서 칭왕을 하게 된다. 이렇게 시작된 '다섯 왕의 전쟁'이 2권 왕들의 전쟁(Clash of Kings)의 중반까지 이어진다. 렌리 바라테온은 스타니스 바라테온과 멜리산드레(Mellisandre)의 마법으로 인해 죽게 되고, 롭 스타크는 붉은 결혼식(The Red Wedding)에서 왈더 프레이(Walder Frey)와 루스 볼튼(Roose Bolton)이 타이윈 라니스터(Tywin Lannister)와 음모하여 배신하여 죽임을 당하고, 발론 그레이조이는 폭풍우 속에서 다리를 건너다 떨어져 죽음으로써 2명밖에 남지 않는다.
두번째 이야기 줄기는 웨스테로스의 북부 경계선에서 진행된다. 이곳에는 8000년된 얼음 성벽(The Wall)이 아더(Others)로부터 웨스테로스를 막아주고 있다. 이 성벽을 지키는 자들은 나이트워치(Night's Watch)라 불리는 집단이다. 성벽 너머에는 아더 뿐만 아니라 자유민(Free Folk) 또는 야인(Wildlings)이라 불리는 인간들과 숲의 아이들(Children of the forest)도 살고 있다. 나이트워치의 이야기는 에다드 스타크의 서자로 알려진 존 스노우(Jon Snow)의 시각에서 전개된다. 3권인 검의 폭풍(A Storm of Swords)에서 나이트워치의 이야기와 웨스테로스의 내전이 서로 연결된다.
세번째 이야기 줄기는 웨스테로스 동부에 위치한 대륙인 에소스(Essos)에서 활동하는 대너리스 타르가르옌(Daenerys Targaryen)을 중심으로 진행된다. 대너리스는 정략결혼의 희생자로 출발하지만, 3마리의 용의 탄생과 언설리드(Unsullied) 군대로 강력하고 지적인 지도자로 성장하여 아스타포(Astapor), 윤카이(Yunkai), 미린(Meeren)을 정복하고 노예들을 해방한다. 하지만 주변 자유도시들이 노예 해방에 반발하여 서로 힘을 합처 대너리스를 공격하고, 아스타포와 윤카이는 함락되고 미린은 포위된다. 반면 대너리스의 3마리의 용들은 점점 통제를 벗어나게 되며 민간인들까지 죽이고 먹는다. 5권의 끝에는 대너리스가 가장 큰 용 드로곤은 타고 먼 곳으로 가고, 일시적이었던 평화는 깨지며 바리스탄(Barristan Selmy)은 공격을 준비한다.
그 외에도 아리아 스타크(Arya Stark)는 흑백의 집(House of Black and White)에서 얼굴 없는 자들(Faceless Men)이 되기 위한 훈련을 받는다. 산사 스타크(Sansa Stark)는 베일(Vale)에서 페티어 배일리시(Petyr Baelish)의 사생아 엘레인 스톤(Alayne Stone)으로 위장하여 생활한다.

## 출판
얼음과 불의 노래는 총 7부로 구성될 예정이며, 1996년부터 현재 5부까지 출간됐다. 작가는 6부의 일부 챕터를 자신의 홈페이지에 공개했다. 한국어 등 30개 이상의 언어로 번역되어 있으며, 아래의 출간 날짜는 미국에서의 초판 출간 날짜다.
- 1부 : 왕좌의 게임 : 1996년 8월
- 2부 : 왕들의 전쟁 : 1999년 2월
- 3부 : 검의 폭풍 : 2000년 11월
- 4부 : 까마귀의 향연 : 2006년 11월
- 5부 : 드래곤과의 춤 : 2011년 7월
- 6부 : 겨울의 바람 : 출간예정
- 7부 : 봄을 그리는 꿈 : 출간예정

### 한국어 출판
대한민국에서는 은행나무 출판사에서 2000년부터 번역본을 출간했다. 2001년까지 2부가 발행됐으나 오역 문제 등이 불거져 재번역본이 발매되기도 했다.
1, 2부 번역비만 4000만원이 들었지만 초판 2000부 중 1500부가 반품될 정도로 판매가 되지 않자 은행나무 측은 3부 발간을 포기할 계획이었다. 하지만 독자들의 성원으로 2005년 은행나무는 3부를 발행하게 됐다. 출판사의 적자 누적으로 4부는 다른 번역가를 기용해 2008년 출간했는데 오역 논란이 불거졌다. 2016년부터 역자를 이수현으로 교체한 개정판이 출간되고 있다.
이후 2011년 HBO에서 드라마 왕좌의 게임을 반영하면서 입소문을 타고 얼불노의 판매량도 늘어났다. 2014년 7월 기준으로 번역본의 누적 판매량은 30만 부를 넘어선 것으로 알려졌다.
- 1부 : 왕좌의 게임, 서계인 역, 2000년 11~12월
  - 재번역 : 최진영, 이은심 등 역, 2005년 4월
- 2부 : 왕들의 전쟁, 서계인 역, 2001년 2~6월
  - 재번역 : 서계인 역, 2006년 1월
- 3부 : 성검의 폭풍, 서계인 역, 2005년 3월
- 4부 : 까마귀의 향연, 기선정 역, 2008년 6월
  - 재번역 : 서계인 역, 2012년 3월
- 5부 : 드래곤과의 춤, 서계인 역, 2013년 9월

## 얼음과 불의 노래의 특징

### 장르
작가인 조지 R. R. 마틴은 어린 시절의 경험이 가장 큰 영향을 줬다고 믿는다. 어린 시절부터 조지 마틴은 하워드 필립스 러브크래프트, 로버트 E. 하워드, 로버트 A. 하인라인, 에릭 프랭크 러셀, 안드레 노튼, 아이작 아시모프, 프리츠 리버, 머빈 피크 등의 작품을 읽었다. 하지만 마틴은 이런 작품등을 SF, 판타지, 공포물 등으로 구별짓지 않았고, 결과적으로 여러 장르의 글을 쓸 수 있었다고 한다. 마틴 스스로는 얼불노를 서사 판타지(epic fantasy)로 분류하고 있다.
서사 판타지 장르에서 중세 시대가 배경으로 나오는 것은 드문 일이 아니다. 마틴은 특히 중세를 배경으로 한 역사물의 경우 다른 판타지 소설에 비해 훨씬 재미와 현실감이 있다고 봤다. 마틴은 월간 뉴저지와의 인터뷰에서 자신은 현대 판타지 작품과 역사 소설의 장점을 결합한 책을 쓰고 싶었다고 밝혔다. 이에 따라 마틴은 역사 소설의 현실감과 판타지 작품의 마법을 결합시키는 한편, 전투와 정치게임에서 마법의 영향력은 감소시켰다. 또한 마틴은 판타지 장르에서 흔하게 나타나는 선악 구도를 회피하려 노력했다.
마틴의 얼불노에는 성인물에 나올 법한 근친상간, 소아성애, 간통 등의 소재가 등장하면서 판타지 소설 장르의 범주를 늘렸다는 평가가 있다.

### 집필 과정
애초 마틴은 800쪽 가량의 3권의 책을 구상했다. 1990년대 마틴은 1년 안에 마감하는 조건으로 책을 쓰곤 했지만, 얼불노의 경우 서사시 규모의 작품으로 구상되면서 그보다 많은 시간이 필요했다. 2000년, 마틴은 한 권당 18~24개월이 소요될 것으로 계획하고 6권 중 아직 출간되지 않은 3권은 5~6년의 시간이 걸릴 것으로 봤다. 하지만 얼불노 시리즈는 애초 예상된 것보다 규모가 커지면서 2014년까지 아직 2권의 책이 출간되지 않은 상황이다.
마틴은 뉴멕시코주의 산타페의 작업실에서 작업에 몰두하고 있다. 또한 마틴은 도스 컴퓨터에서 워드스타 프로그램으로 작업하고 있다. 아침 10시에 작업을 시작해 전날 작업을 퇴고하고, 하루종일 무언가 쓰는 일을 하고 있다. 삭제된 장면과 과거 버전의 부분들 역시 만약을 대비해 저장하고 있다.
마틴은 톨킨의 작품처럼 얼불노의 이야기를 가상 세계 안에서 진행시키고 있다. 하지만 반지의 제왕을 쓰기 이전에 중간계의 언어와 역사, 신화를 완성시킨 톨킨과 달리 마틴은 자신의 세계에 대한 간단한 구상만을 한 뒤 집필을 시작했다. 마틴은 자신의 집필 과정에 대해 "몽상의 과정에 가깝다"고 묘사하고 있으며, 제작 과정에 필요한 대부분의 정보는 머릿 속에만 보관하고 있다. 또한 마틴은 출간된 소설만 공인된 것으로 인정하고 있으며, 제작과정에서 쓴 노트에 대해서는 얼불노 시리즈가 마무리된 이후에도 출간할 계획이 없다고 한다.
얼불노에 등장하는 사건들은 실제 역사에서 벌어진 사건에서 영감을 받은 경우가 많다. 영어만 할줄 아는 미국인인 마틴에게 있어 영국의 중세 역사는 접근하기 가장 좋은 소스였다. 예를 들어 네드 스타크와 롭 스타크의 경우 제3대 요크 공작 리처드와 그 아들 에드워드 4세와 비슷하며, 서시 왕비의 경우 앙주의 마거릿와 비슷하다. 이 외에도 백년 전쟁, 십자군, 알비 십자군, 장미 전쟁 등이 얼불노에 영향을 준 것으로 보인다. 물론 마틴은 역사적 사실, 인물과 소설 속의 사건, 인물이 일대일 대응시키진 않고 있다.

### 서사 구조
얼불노의 각 책은 또다시 장으로 나뉜다. 또한 각 장은 3인칭 시점으로 서술되면서도 특정 캐릭터의 관점(point of view)으로 진행된다. 이는 마틴이 언론학 학생일 때 배운 것이다. '관점 캐릭터'들은 서로 다른 장소에서 행동한다. 일례로 1부 왕좌의 게임에서는 총 9명의 관점 캐릭터가 등장한다. 하지만 5부까지 진행된 상황에서 관점 캐릭터는 총 31명으로 늘어났다. 1회성으로 등장하는 관점 캐릭터의 경우 대부분 프롤로그와 에필로그에 등장한다. 타임지의 레프 그로스맨은 이런 구조가 독자로 하여금 "웨스테로스에서 벌어지는 투쟁을 한번에 모든 방향에서 경험할 수 있게 한다"며 "모든 싸움이 승리이자 비극이며, 모든 인물이 영웅이자 악당"이라고 말했다.
반지의 제왕처럼 얼불노는 한 장소에 모인 작은 그룹의 사람들에서부터 시작한다. 더네어리스를 제외한 모든 중요 인물들은 윈터펠에 모여 있다가 흩어지며 독립된 이야기를 만들어 낸다. 이야기는 다시 한 점에 모이도록 되어 있는데, 복잡한 시리즈의 분기점을 찾아내기 어렵기 때문에 결과적으로 마틴의 집필 시간이 길어질 수밖에 없다. 여러 관점 캐릭터들이 엮어내는 이야기 구조는 마틴이 1985년부터 편집하고 있는 와일드 카드(Wild Cards)의 영향을 받은 것이다. 와일드 카드는 여러 작가가 하나의 세계관을 공유하며 쓴 시리즈다. 하지만 얼불노의 작가는 마틴 한 사람이다. 마틴은 새 책을 시작할 때마다 각 장의 순서에 따라 윤곽을 만들어 놓지만 그 순서대로 책을 쓰는 것은 아니다. 특정 캐릭터의 관점으로 몇 개의 장을 쓰는 방식으로 진행된다. 그런 뒤에 각 장을 재배치하고, 퇴고하는 등의 과정을 통해 하나의 책이 완성된다. 여러 사람이 각 관점 캐릭터의 시각을 집필하는 것과 비슷한 효과를 내기 위한 장치로 보인다.
또한 마틴은 과거 TV, 영화 각본 제작 경험을 살려 각 장의 마지막 순간에는 독자들이 집중할 수 있을 만한 장치를 삽입한다. 긴장감이 도는 장면이나, 어떤 사실이 발견되는 장면을 넣는 식이다.(클리프 행어) 이는 TV 시리즈에서도 쓰이는 방식이다. 영화 작가 당시의 경험으로 마틴은 퇴고 과정에서 불필요한 부분을 쳐내는 방식을 습득했는데, 5부 '드래곤의 춤'에서는 마지막 퇴고 과정에서 80페이지 가량을 줄였다고 한다.

### 캐릭터 개발
처음부터 마틴은 얼불노에 수많은 인물을 등장시킬 생각이었다. 4부 '까마귀의 향연'에는 63페이지에 걸친 인물 목록이 나와 있는데, 지나치듯 언급만 된 인물도 수천 명에 달한다. 마틴의 캐릭터는 역사 속의 인물에서 아이디어를 얻는 경우가 있다. 하지만 역사 인물을 그대로 소설 속으로 '번역'해 등장시키진 않는다. 또한 마틴의 친구들, 지인들, 널리 알려진 인물에서 아이디어를 얻기도 한다. 마틴은 자신의 캐릭터를 선과 악, 고귀함과 이기심을 동시에 갖고 있는 실제 인간처럼 만들 것을 목적으로 하고 있다.
또한 마틴의 캐릭터의 이름은 여러 유럽 가문의 작명 방식을 반영한다. 어떤 캐릭터는 왕실의 이름을 차용하기도 한다. 로버트 왕에 대한 존경심의 표시로 아이의 이름을 '로버트'로 짓기도 한다. 스타크 가문의 경우 가문의 개창자인 '건설자 브랜든'을 기리기 위해 각 세대별로 '브랜든'이란 이름을 가진 자손이 등장한다. 라니스터 가문의 경우 이름에 'Ty'란 음절을 쓰는 경우가 많다.
또한 인물의 성(family name)은 혈통과 관련이 있다. 웨스테로스 북부의 최초인(First Men) 혈통의 가문은 '스타크', '스트롱' 등 상대적으로 간략한 성을 사용한다. 반대로 안달인(Andals)의 후손들은 보다 정교한 성(라니스터, 아린)을 사용한다. 에소스 대륙의 후손들은 이국적인 성(타르게리언)을 사용한다.
얼불노의 등장인물들은 각자의 시각으로 사건을 전개한다. 얼불노의 주된 사건은 라니스터 가문과 스타크 가문의 대결로 진행되지만, 선악 구도로 정확히 나뉜 것은 아니며, 이에 따라 독자들도 어느 편의 인물에게도 공감할 수 있는 공간이 생긴다. 또한 얼불노의 등장인물들은 다른 서사 판타지의 인물들과 달리 쉽게 죽기도 하며, 꼭 '선역'이 승리한다는 보장도 없다. 선악 구별 없이 등장인물의 시각으로 서사가 전개되기 때문에 악역으로 보이는 인물도 어느 정도는 독자의 공감을 사기도 한다.
독자들로부터 가장 많은 반응을 얻는 인물로는 아리아 스타크, 티리언 라니스터, 존 스노우, 더네어리스 타르게리언 등이 있다. 마틴은 이 중에서 교활함과 위트가 있지만 가장 잿빛이 감도는 티리언을 가장 좋아하며, 집필 과정에서도 티리온의 부분을 쓰는 것이 가장 재밌다고 한다. 브랜 스타크의 경우 가장 집필이 어려운 캐릭터로 꼽힌다. 브랜은 마법과 가장 연관이 깊은 인물이며, 책의 초자연적인 부분과 관련이 깊기 때문에 조심스레 다뤄져야 한다.

## 파생 작품

### 중편 소설
책의 일부 장들이 3권의 중편 소설로 만들어지기도 했다. 1부에 나오는 더네어리스의 장은 1996년 7월 '드래곤의 피'(Blood of the Dragon)로 출간됐고, 3부에 나오는 장은 2000년 12월 '드래곤의 길'(Path of the Dragon)로 출간됐다. 4부의 강철군도와 관련된 장들은 '크라켄의 문장'(Arms of Kraken)으로 2003년 3월 출간됐다.
또한 마틴은 얼불노의 시작으로부터 90년 전의 사건을 다룬 덩크와 에그의 이야기(Tales of Dunk and Egg)를 쓰기도 했다. 이 소설은 '키 큰 던컨'과 그의 종자인 '에그'(훗날의 에이곤 타르게리언 5세)를 중심으로 진행되며, 얼불노의 사건과 직접적인 연관은 없다. 다만 얼불노의 3부와 4부에 이들의 이름이 언급되긴 한다.
덩크와 에그의 이야기의 1부라 할 수 있는 '방랑 기사'(The Hedge Knight)는 1998년에, 2부인 '맹세한 검'(Sworn Sword)는 2003년에 판타지 소설 모음집을 통해 발표됐다. 나중에 그래픽 노블로도 발표됐다. 3부인 '신비한 기사'(The Mystery Knight)는 2010년 판타지 소설 모음집을 통해 발표됐으며, 역시 그래픽 노블로도 나올 예정이다. 마틴은 앞으로도 8회 분량의 덩크와 에그 이야기 시리즈가 계획되어 있다고 밝혔다.
관련 7번째 중편 소설인 '공주와 왕비, 또는 흑색과 녹색'(The Princess and the Queen or, the Blacks and the Greens)가 2013년 출간됐다. 이는 얼불노 세계관의 역사적 사건인 '드래곤의 춤'(Dance of the Dragons)을 그린 것이다. 또한 2014년에는 '악한 왕자, 또는 왕의 동생'이 출간됐다. 이는 '공주와 왕비' 이야기의 전편에 해당된다.

### TV 시리즈
얼불노의 인기가 올라가자 HBO는 2007년, 얼불노의 TV판을 제작하기로 했다. TV판의 이름은 얼불노 1부와 같은 '왕좌의 게임'으로 결정됐으며, 2009년 말부터 제작이 시작됐다. 2011년 4월 '왕좌의 게임' 1회가 방영됐고, HBO는 시즌2 제작을 결정했다. 왕좌의 게임 시즌1은 에미상 13개 부문에 후보로 올랐다.
2012년 4월 시즌2가 공개됐고, HBO는 10일 뒤에 시즌3 제작을 발표했고, 2013년 3월 시즌3 공개 이후에는 시즌 4 제작이 결정됐다. 2014년 4월에는 시즌 4가 공개됐다. HBO는 이번에는 시즌5와 6의 제작을 함께 발표했다. 현재 시즌 7까지 방영되었다.